# 上塞內加尔和尼日尔殖民地
上塞內加尔和尼日尔殖民地(Haut Sénégal et Niger)，為法属西非内的一個殖民地，1904年成立。由塞內甘比亞與尼日尔改組而成，首府為巴馬科。殖民地大致包括今天的马里、尼日尔和布基纳法索等国。1911年，尼日成为一个独立的军事区并在1922年正式成为一个独立的殖民地，1919年，上沃尔特（即今布基纳法索）成为独立的殖民地，余下部分在1920年改组为法属苏丹，首府仍在巴马科。